# Jakunka (vattendrag i Vitryssland)
Jakunka (ryska: Якунька) är ett vattendrag i Belarus.   Det ligger i voblasten Hrodna voblast, i den nordvästra delen av landet, 120 km väster om huvudstaden Minsk.
Omgivningarna runt Jakunka är en mosaik av jordbruksmark och naturlig växtlighet. Runt Jakunka är det glesbefolkat, med 18 invånare per kvadratkilometer.